# Karl-Johan Börjesson
Karl-Johan Börjesson, född 26 februari 1918, död 5 februari 2008, är en av den svenska datorutvecklingens riktiga pionjärer. Han arbetade först inom Philips och startade 1965 Scandia Metric. 1978 deltog han tillsammans med Nils Grändås och Bengt Lönnqvist från Luxor AB i ett projekt som senare skulle bli Luxors flaggskepp ABC 80. Börjesson startade senare JET Computer som tillverkade den CP/M-baserade JET-80.